# Notação de Lewis

Notação de Lewis do Carbono, ilustrando a camada de valência.

Notação de Lewis é uma forma de representar ligações químicas. Foi proposta em 1916 pelo físico e químico norte-americano Gilbert Newton Lewis.
Esta notação consiste numa representação esquemática da camada de valência de cada átomo, isto é, representa-se o símbolo do elemento rodeado dos eléctrões de valência (representados por pontos num átomo e por cruzes no outro). Cada ponto ou cada cruz representa um eléctrão (português europeu) ou elétron (português brasileiro) de valência ou eléctrão celibatário.
A notação de Lewis baseia-se na teoria de que certos átomos podem alcançar a estabilidade por compartilha de  eléctrões (português europeu) ou elétrons (português brasileiro) ficando com uma estrutura estável, igual à de um gás nobre, ou seja, oito eléctrões na última camada. Esta representação permite prever a formação de ligações químicas entre os átomos.
No caso mais simples da molécula de hidrogénio, os dois eléctrões, provenientes um de cada átomo, deixam de ser pertença exclusiva de cada um, passando a ser compartilhados igualmente pelos núcleos dos dois átomos. É como se cada átomo de hidrogénio tivesse dois eléctrões em comum com o outro.